# Aeropuerto de Phú Quốc
El Aeropuerto de Phú Quốc (IATA: PQC, OACI: VVPQ) está localizado en Phu Quoc, Kien Giang, Vietnam. 

## Aerolíneas y destinos
- Vietnam Air Services Company (Ciudad Ho Chi Minh)